# Калікум
Калікум (англ. Qualicum) — індіанська резервація в Канаді, у провінції Британська Колумбія, у межах регіонального округу Нанаймо.

## Населення
За даними перепису 2016 року, індіанська резервація нараховувала 74 особи, показавши скорочення на 8,6%, порівняно з 2011-м роком. Середня густина населення становила 99,4 осіб/км².
З офіційних мов обидвома одночасно володіли 5 жителів, тільки англійською — 70.
Працездатне населення становило 72,7% усього населення, усі були зайняті.

## Клімат
Середня річна температура становить 9,6°C, середня максимальна – 20°C, а середня мінімальна – -1,9°C. Середня річна кількість опадів – 1 294 мм.
| Клімат поселення                              | Клімат поселення | Клімат поселення | Клімат поселення | Клімат поселення | Клімат поселення | Клімат поселення | Клімат поселення | Клімат поселення | Клімат поселення | Клімат поселення | Клімат поселення | Клімат поселення | Клімат поселення |
| Показник                                      | Січ.             | Лют.             | Бер.             | Квіт.            | Трав.            | Черв.            | Лип.             | Серп.            | Вер.             | Жовт.            | Лист.            | Груд.            |                  |
| Середній максимум, °C                         | 7,85             | 8,92             | 10,86            | 13,34            | 16,60            | 19,42            | 19,93            | 19,99            | 17,02            | 12,69            | 8,63             | 6,28             |                  |
| Середня температура, °C                       | 2,95             | 4,02             | 5,98             | 8,46             | 11,73            | 14,52            | 17,06            | 17,11            | 14,12            | 9,79             | 5,72             | 3,39             |                  |
| Середній мінімум, °C                          | −1,94            | −0,88            | 1,08             | 3,58             | 6,82             | 9,64             | 14,16            | 14,22            | 11,22            | 6,89             | 2,83             | 0,50             |                  |
| Норма опадів, мм                              | 205              | 139              | 121              | 80               | 53               | 45               | 26               | 35               | 45               | 139              | 216              | 190              |                  |
| Середньомісячна швидкість вітру, м/с          | 3.61             | 3.38             | 3.65             | 3.58             | 3.48             | 3.48             | 3.38             | 3.05             | 2.85             | 3.19             | 3.71             | 3.68             |                  |
| Середньомісячна сонячна радіація, кДж/м²·день | 2949             | 5744             | 9797             | 14706            | 18621            | 19944            | 20840            | 17820            | 12916            | 7003             | 3484             | 2320             |                  |
| --------------------------------------------- | ---------------- | ---------------- | ---------------- | ---------------- | ---------------- | ---------------- | ---------------- | ---------------- | ---------------- | ---------------- | ---------------- | ---------------- | ---------------- |
| Джерело:                                      |                  |                  |                  |                  |                  |                  |                  |                  |                  |                  |                  |                  |                  |